# مونتيريجوني
مونتيريجوني هي كومونا تقع في مقاطعة سيينا، تسكانة، إيطاليا. يبلغ عدد سكانها حوالي 10،099 نسمة.